# 나루토 극장판
나루토 극장판 - 대활극! 눈의 공주 인법첩(劇場版 NARUTO -ナルト- 大活劇!雪姫忍法帖だってばよ!!)은 나루토의 극장판 시리즈의 첫 번째 작품이다. 2004년 8월 21일 개봉하였다.

## 한국어 더빙 제작진
목소리 출연
- 이선주 - 나루토 役
- 김영선 - 사스케 役
- 여민정 - 사쿠라 役
- 손원일 - 카카시 役
- 이현진 - 유키에 役
- 안장혁 - 도토우 役
- 설영범 - 산다유 役
- 홍진욱 - 나다레 役
- 김새해 - 후부키 役
- 선호제 - 미조레 / 밋치 役
- 최지훈 - 소우세츠 / 조감독 役
- 김태웅 - 감독 役
- 강호철 - 킨 役
- 김국진 - 히데로 役
- 소정환 - 마왕 役
- 김영은, 김율, 박리나 - 아이들 役

우리말 제작
- 종합편집: 이승철
- 화면수정: 도여진
- 타이틀C.G: 김유나
- 녹음&믹싱: 이창휘
- 번역: 정영인
- 연출: 김이경
- 우리말 제작: 투니버스